# Delfico
Delfico è il cognome assunto nel XVI secolo da una famiglia di Teramo, già "di Ser Marco" (discendente secondo alcuni dalla famiglia “De Civitella”). 
Visse il periodo di maggior splendore a partire dal secolo XVIII con Melchiorre Delfico che fu filosofo, storico e uomo di stato. Ruoli di rilievo nella pubblica amministrazione e nel campo degli studi ebbero anche i fratelli Gianfilippo e Gianberardino e il figlio di quest'ultimo, Orazio.
Dopo l'estinzione della linea maschile, Marina Delfico, figlia di Orazio, sposò nel 1820 Gregorio De Filippis, che unì al proprio cognome quello dei Delfico, dando origine alla famiglia De Filippis Delfico.

## Il capostipite Ser Marco e i suoi figli
Ser Marco (o "Syr Marco") fu il capostipite della famiglia: nel 1459 era certamente già morto e, a quella data, la vedova, Polisena (figlia di Giovanni di Cola, di Teramo) risulta da alcuni documenti compiere atti giuridici in nome dei figli minorenni (Emidio, Bartolomeo, Chiara, Giovanni e forse altri dei quali non è pervenuto il nome). Emidio ebbe un figlio di nome Domenico e questi a sua volta un figlio di nome Annunzio.

## XVI secolo

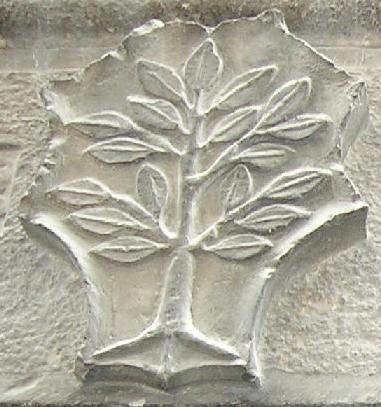
Cinquecentesco stemma in pietra dei Delfico, Casa Delfico di Teramo

Pier Giovanni di Ser Marco (1481-1545), figlio di Annunzio, fu canonico aprutino, teologo e “casista”. Cambiò il proprio cognome in "Delfico" e adottò lo stemma con l'albero di alloro e il motto "Eat in posteros Delphica laurus" ("Si tramandi ai posteri l'alloro Delfico", simbolo di vittoria). 
Con Pier Giovanni adottò il cognome Delfico anche il fratello Vincenzo (o Gio. Vincenzo), che fu un pubblico magistrato. Sposò Salamita de' Salamiti, dalla quale ebbe cinque figli: Orazio (I), Fedele, Olimpio, Laura e Hyppolita. 
Per mezzo di tale unione matrimoniale la famiglia Delfico si apparentò con i Melatino
Nell'anno 1503 fu con ogni probabilità completata almeno un'ala del palazzo turrito sito in Teramo tra il corso San Giorgio e le attuali vie Delfico e Carducci. Tale data figura dopo il motto di famiglia sotto lo stemma sull'architrave in pietra posto all'ingresso dalla parte del Corso. 
Orazio (I) (1510 - morto tra il 1587 e il 1597), figlio di Vincenzo, sposò una Cecilia ed ebbe tre figli, Flaminio, Marzio e Cinzia.
Componente del consiglio comunale per il sestiere di San Giorgio (1554), in seguito fu magistrato (1560) e ambasciatore a Chieti (1563). 
Ampliò il patrimonio familiare e acquistò tra il 1569 e il 1573 i terreni di Castagneto, dove sorse poi il “casino” in posizione panoramica.
Del fratello di Orazio, Fedele, (1534 ante - 1599 post) si ignorano gli esatti dati anagrafici. Fu personaggio molto controverso: ordinato canonico aprutino nel 1534 dal vescovo Chierigatto, fu coinvolto in aspre contese con numerosi personaggi in Teramo e fuori. Raccolse nelle sue mani notevoli ricchezze, utilizzate probabilmente dal fratello Orazio per l'acquistò ingenti proprietà a nome proprio, di figli e nipoti. Visse con una tale Chiara di Giovanni da Sebenico, dalla quale ebbe due figli, Sagazia e Giovanni Bernardino (I), che fu poi adottato dallo zio Orazio.
Durante la vita di Orazio I e di Fedele, nel contesto delle lotte cittadine nelle quali di certo la famiglia si trovò coinvolta, fu ampliato e fortificato il palazzo di Teramo come testimonia il portale d'ingresso aperto sull'attuale via Delfico dove sull'architrave, insieme all'alloro delfico, si legge il motto "Veteres ferendo novae invitantur iniuriae, MDLII" (Sopportando le antiche ingiurie se ne incoraggiano di nuove, 1552).
Giovanni Bernardino (o Giamberardino, I) (1568 - 1594) figlio naturale di Fedele e adottato da Orazio, fu accomunato nelle accuse rivolte al padre. Nel 1573 lo zio Orazio lo adottò. Quando nel 1594 il padre naturale fece testamento, Gianberardino risultava già morto e beneficiario dell'eredità fu il figlio Orazio (II) (1594-1632 ca.). Questi si unì in matrimonio con Sulcinia Montani, dalla quale ebbe un figlio, Giovanni Bernardino (II), e quattro figlie. Alla sua morte nominò il figlio maschio erede universale e assegnò alle figlie soltanto una dote.

## XVII secolo

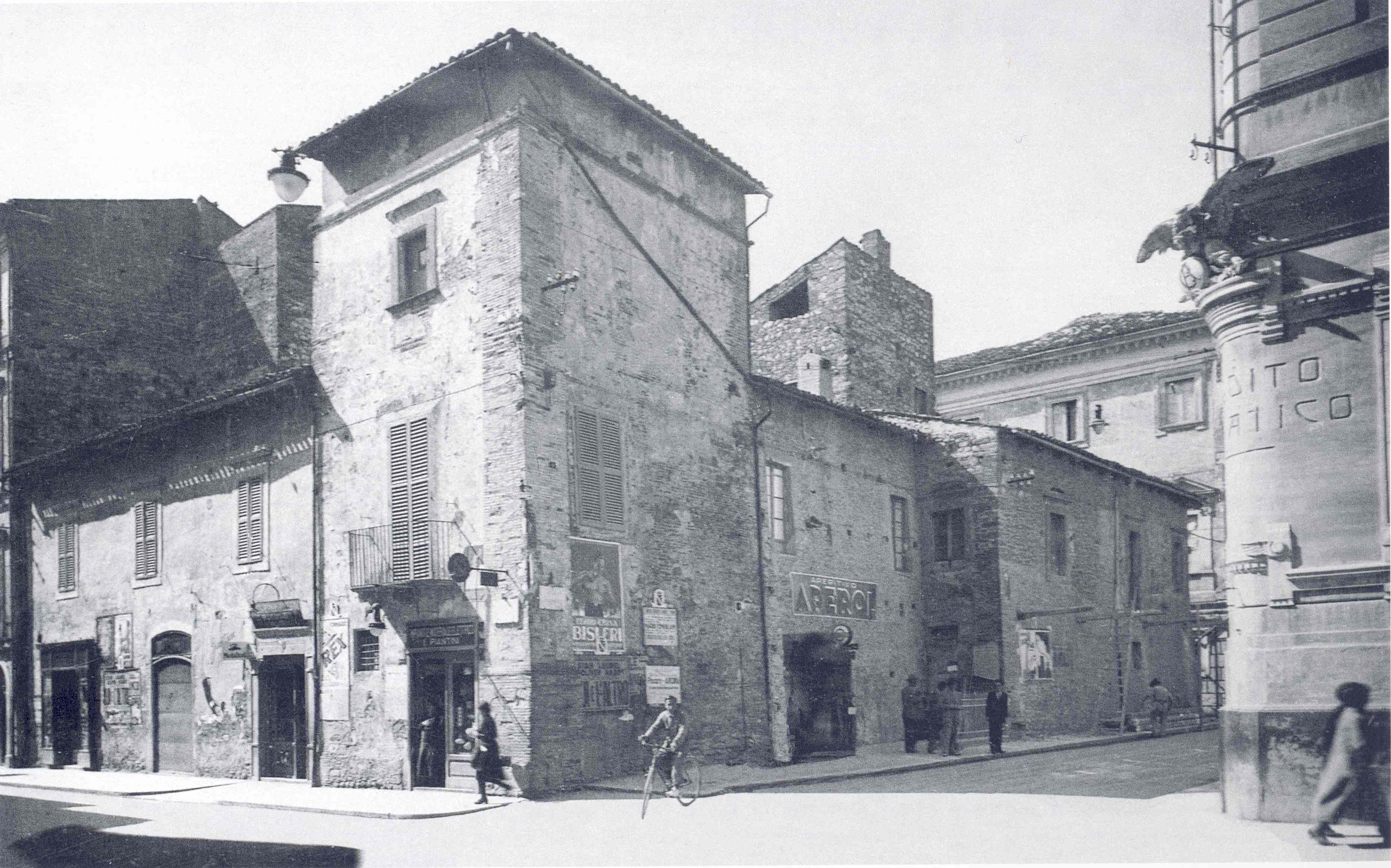
Casa cinquecentesca e torre dei Delfico a Teramo (anni trenta)

Giovanni Bernardino (o Giamberardino, II) (1632-1655 ca.) viene ricordato per essere stato, nel 1648, capitano  "a difesa delle mura della città pel quartiere di San Giorgio negli assalti del tempo della rivoluzione di Masaniello". Compare nel catasto del 1644 come proprietario di circa sessanta tra case, orti, terreni lavorativi, masserie, mulini, uliveti, gran parte dei quali apparivano ubicati nella zona di Castagneto. Nel 1633 sposò Vittoria Cornacchia di Civitella del Tronto dalla quale ebbe un figlio, Orazio (III). Nel 1640 sposò poi in seconde nozze Vittoria Rozzi di Campli (figlia del capitano Domenico Rozzi e della seconda moglie, Olimpia dei marchesi Nobili Vitelleschi, della stessa famiglia del Cardinale Giovanni Vitelleschi) dalla quale ebbe due figli, Melchiorre (I) e Annalucia.
Il figlio maggiore, Orazio (III) (1633 post - 1692), destinato alla carriera ecclesiastica, fu canonico aprutino ed economo della cattedrale di Teramo. Nel 1679 acquisì per sé e per i propri eredi i beni ricevuti in eredità dal canonico Geronimo Pesce, che a sua volta trasmise ai figli del fratello Melchiorre. Melchiorre (I) (1660 ante - 1689), si unì in matrimonio, nel 1660, con la baronessa aquilana Virginia Bonanni dalla quale ebbe poi 12 figli, tra i quali Giamberardino (III), Filippo Antonio, Giandomenico. Visse amministrando le proprietà di famiglia.
Il figlio di Melchiorre (I), Giov. Berardino (o Giamberardino III, 1679-1704 ca.), nel settembre del 1691 si sposò con la cugina Caterina Rozzi.
Infatti, Caterina Rozzi era figlia di Odoardo Rozzi (del capitano Felice Rozzi sposato a Maria dei baroni Cornacchia di Torano) e di Margherita Rozzi(figlia di Gerolamo Rozzi e di Felicita Malaspina di Ascoli, imparentata con i Neroni, Guiderocchi, Parisani, ecc. (vedasi Palazzo Malaspina di Ascoli).
Dalla coppia nacquero 12 figli, tra i quali: Orazio (IV), Melchiorre (II) e Berardo. Esercitò il mestiere di avvocato.

## XVIII secolo
Orazio (IV), (1688/1690 - 1762/1765, laureatosi a Napoli, visse a Teramo dove esercitò l'avvocatura. Rivestì spesso il ruolo di avvocato dei poveri. Nel 1744 si oppose con fermezza all'invasione austriaca e per questo ricevette dal re una cospicua pensione di 200 ducati l'anno. 
Occupò numerose cariche pubbliche anche fuori dall'Abruzzo. Il fratello Melchiorre (II, 1694-1744), fu canonico aprutino. Studiò a Napoli e a Roma. Nel 1719 fu ordinato sacerdote e fu vicario del vescovo di Chieti e dal 1738 vescovo di Muro (Basilicata). L'altro fratello, Berardo (1705-1774) sposò verso il 1740 Margherita Civico, della famiglia che aveva in proprietà il castello di Leognano, nei pressi di Montorio al Vomano. Dalla loro unione nacquero cinque figli: Giamberardino (IV), Gianfilippo, Melchiorre (III)), Elisabetta e Giandomenico, morto bambino. Fu membro del Reggimento comunale ma si dedicò soprattutto all'amministrazione del patrimonio: probabilmente con lui furono acquisite le proprietò di Montesilvano che negli anni successivi diverranno luogo privilegiato di residenza della famiglia.

## Dal XVIII al XIX secolo

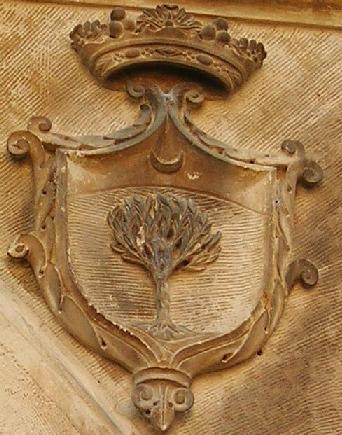
Stemma dei Delfico, all'ingresso del palazzo di famiglia a Teramo

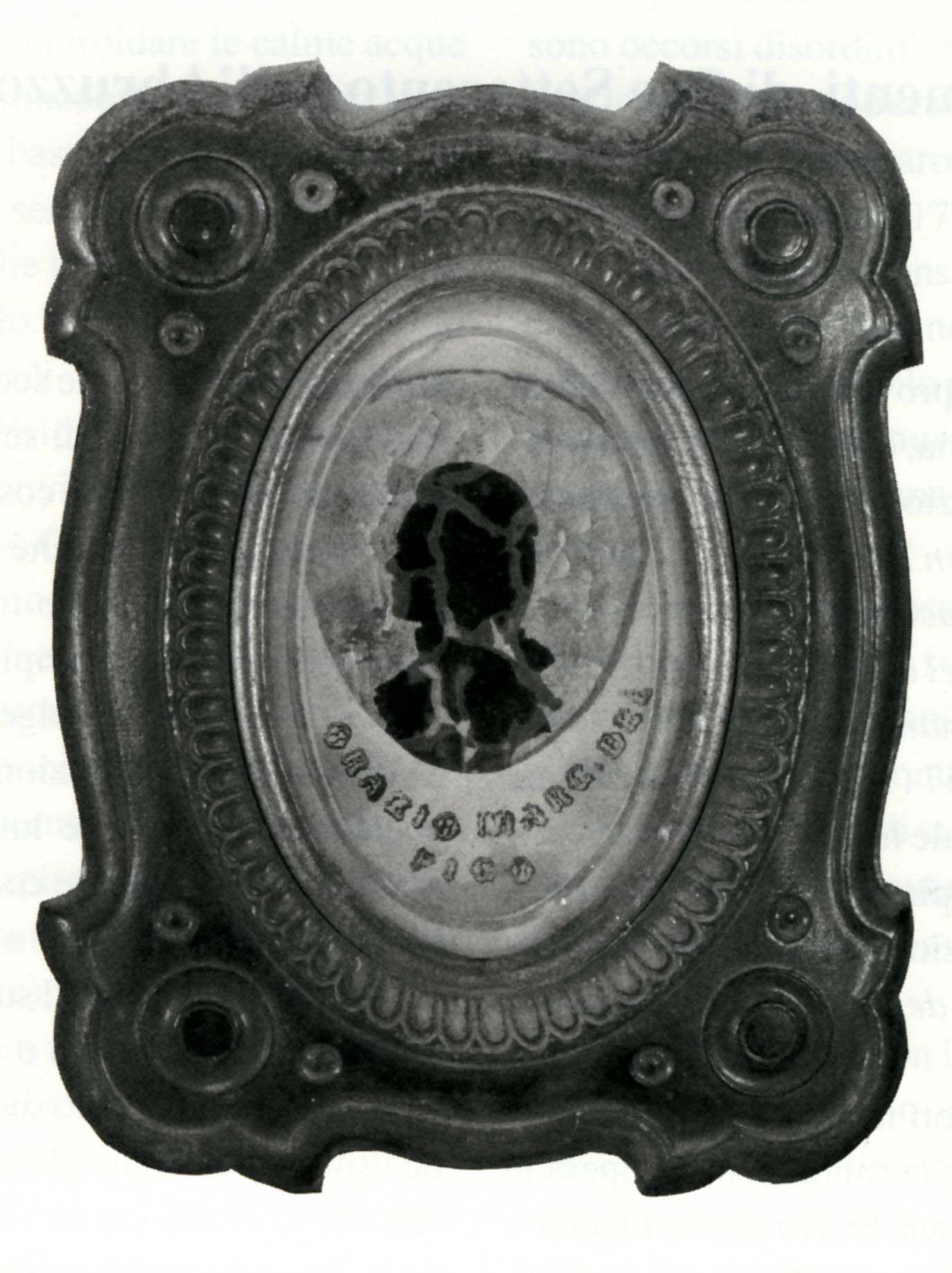
Silhouette raffigurante il profilo di Orazio Delfico, fine Settecento

Scrive Donatella Striglioni in un suo saggio:
(Donatella Striglioni (prefazione all'Inventario delle carte Delfico possedute dall'Archivio di Stato di Teramo.)
I tre fratelli Delfico furono in contatto con gli intellettuali della Teramo di quel tempo, come Vincenzo Comi, Berardo Quartapelle e Alessio Tulli, Eugenio Michitelli, Fulgenzio Lattanzi, Giovanni Thaulero, Gianfrancesco Nardi, Michelangelo Cicconi e Biagio Michitelli. In quest'epoca l'edilizia cittadina si andava rinnovando ad opera dell'ingegnere Carlo Forti e Niccola Palma scrisse la prima storia della città e della sua provincia, pubblicata nella prima metà dell'Ottocento.
Giovanni Bernardino (o Giamberardino, IV, 1739-1814) sposò Caterina Mazzocchi dalla quale ebbe il figlio Orazio Delfico (V). Fu uno studioso di storia e un uomo politico, governatore dello stato allodiale di Atri, presidente onorario della "Real Camera della Sommaria dei Quarantotto" per San Giorgio.
Nel 1799 fu capo della municipalità repubblicana. Fu arrestato per ordine del capomassa Pronio. Escluso dall'indulto del 1800, fu condannato a vent'anni di esilio da scontarsi a Taranto. Rientrò a Teramo, nel 1806, quando Giuseppe Bonaparte divenne re di Napoli; nel 1808 poi fece parte della delegazione cittadina inviata a Napoli per offrire la fedeltà di Teramo al nuovo re Gioacchino Murat. 
Aveva raccolto un'importante collezione di reperti archeologici, ancora oggi conservata a cura del comune di Teramo, e pubblicò nel 1814 il volume Dell'Interamnia Pretuzia, studio sulla Teramo preromana e romana.
Il fratello Gianfilippo (1743-1792) si laureò in giurisprudenza e fu presidente della Società economica di Teramo. Pubblicò alcuni studi di carattere economico e rivestì cariche pubbliche a Teramo, dove fu magistrato del comune dal 1789 al 1791.
Melchiorre Delfico (III, 1744-1835), nacque a Leognano di Montorio al Vomano, nel castello della famiglia materna. Si laureò in giurisprudenza a Napoli e fu un intellettuale di primo piano nel Regno. Si occupò di studi storici, filosofici ed economici. Fu consigliere di Stato ed occupò numerosi incarichi pubblici a Teramo e a Napoli dove visse per la maggior parte della sua vita. Sostenne i francesi e le idee nate dalla Rivoluzione e fu costretto a riparare in esilio a San Marino tra il 1799 e il 1806. Morì ultranovantenne e fu sepolto nella cappella di famiglia nel duomo di Teramo.
Orazio Delfico (V, 1769-1842), unico figlio di Giamberardino, fratello di Melchiorre. Sposò l'ascolana Diomira Mucciarelli, di famiglia nobile, fu naturalista e rivestì incarichi militari in ambito cittadino. Ebbe due figlie, Caterina, morta bambina, e Marina, ultima della sua famiglia, che sposò Gregorio De Filippis, conte di Longano figlio del conte Troiano e della nobile Aurora Cicconi, patrizia teramana discendente da parte di madre, donna Teresa Filangeri di Candida, patr.napolitana e di Trani, da Teodora d'Aquino figlia del conte Landolfo d'Aquino e sorella di S.Tommaso d'Aquino e sempre tramite i Filangeri di Candida,con i conti De Bracamonte y Guzman de Pégnaranda la cui ultima discendente fu Eugenia de Montijo moglie dell'imperatore Napoleone III.
Intorno al 1790 iniziarono i lavori di costruzione del nuovo palazzo di famiglia, sorto in prossimità dell'altro, più antico. Incerto il nome del primo progettista, forse quel Francesco Carpi che progettò la strada del Pennino. Fu portato poi a termine nei primi decenni dell'Ottocento, con il coinvolgimento dell'ingegnere Carlo Forti.
All'interno del Duomo di Teramo, i Delfico possedevano una cappella di famiglia in stile barocco, collocata sul lato destro della fabbrica arcioniana. Vi trovarono sepoltura numerosi esponenti della famiglia e, ultimo tra questi, Melchiorre III.

## Titoli nobiliari e arma
Fregiata "del titolo marchionale"(per successione universale dei marchesi Mazzocchi di S.Maria Capua Vetere) secondo il Crollalanza che così descrive l'arma:
(G.B. Di Crollalanza, Dizionario storico-blasonico delle famiglie nobili e notabili italiane estinte e fiorenti, vol. I, 1886-1890, ristampa anastatica: Bologna, Forni, 1981, pp.354-355;)
Re Gioacchino Murat creo' "barone" l'illustre Melchiorre Delfico in data 28 marzo 1815: lo stesso venne aggregato con tutta la sua famiglia al "patriziato sammarinese".